# Helen (Helen-Bos)
Helen is een dorp in de Vlaams-Brabantse gemeente Zoutleeuw dat behoort tot de deelgemeente Helen-Bos.
Helen ligt aan de Kleine Gete op een hoogte van ongeveer 34 meter (kerk).
In Helen bevindt zich de Sint-Laurentiuskapel, feitelijk een kerkje.

## Nabijgelegen kernen
Bos, Zoutleeuw, Melkwezer, Orsmaal, Dormaal